# 예자잉
예자잉(중국어 간체자: 叶嘉莹, 정체자: 葉嘉瑩, 병음: Yè Jiāyíng, Chia-ying Yeh, 1924년 7월 2일~2024년 11월 24일) 또는 자링(迦陵)은 중국 태생의 캐나다 시인이자 중국학자이다. 중국 고전시 학자였다. 브리티시컬럼비아 대학교(UBC)에서 20년 동안 가르쳤으며 1989년 은퇴한 이후 명예교수로 재직하고 있다. 캐나다 왕립학회 회원이다. UBC에서 은퇴한 후 텐진의 난카이 대학에서 중국 고전 문화 연구소의 창립 이사로 재직하였다.